# Királyi ékszerdoboz (műtárgy)

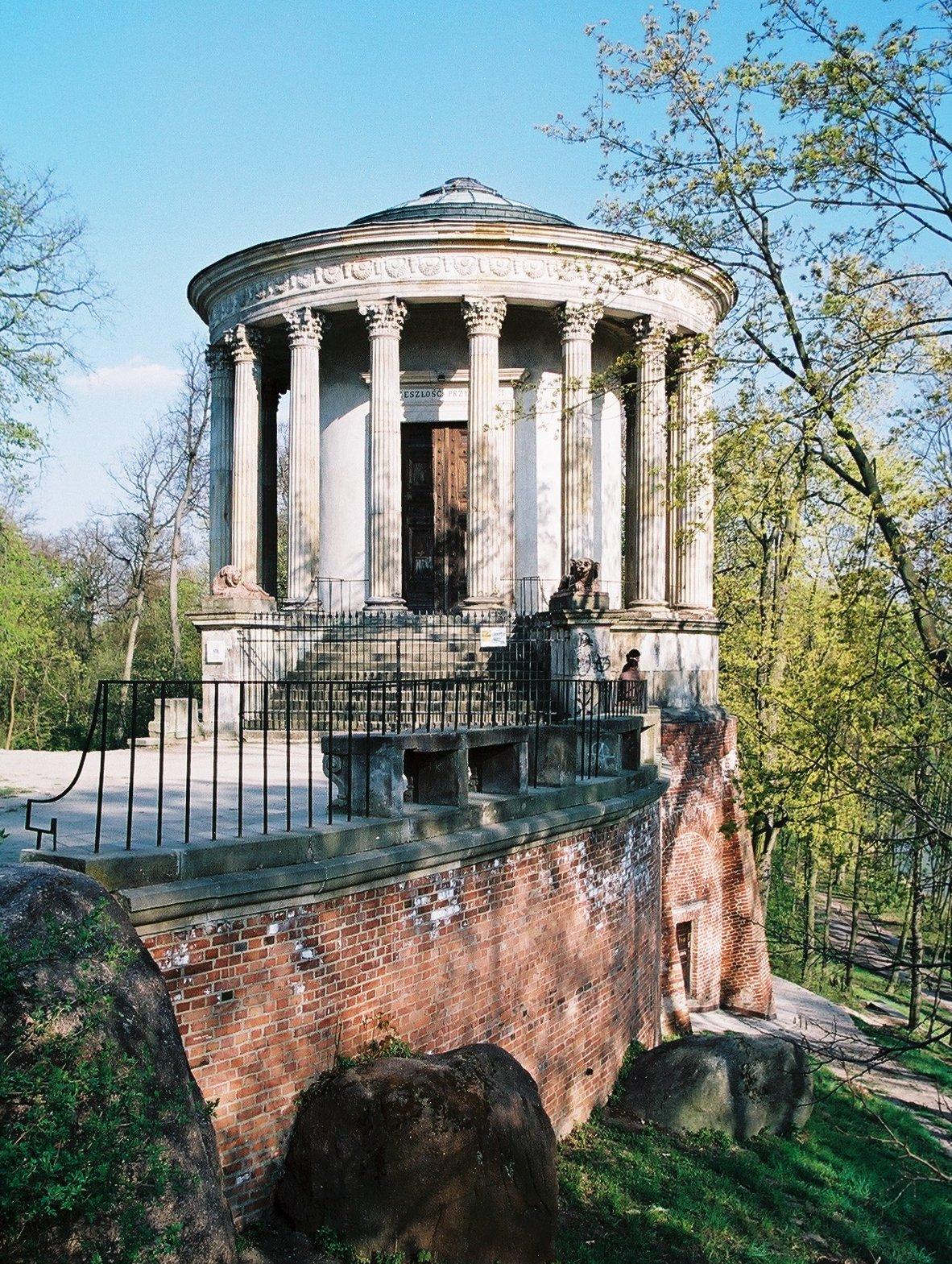
A Szibüllák temploma Puławyban

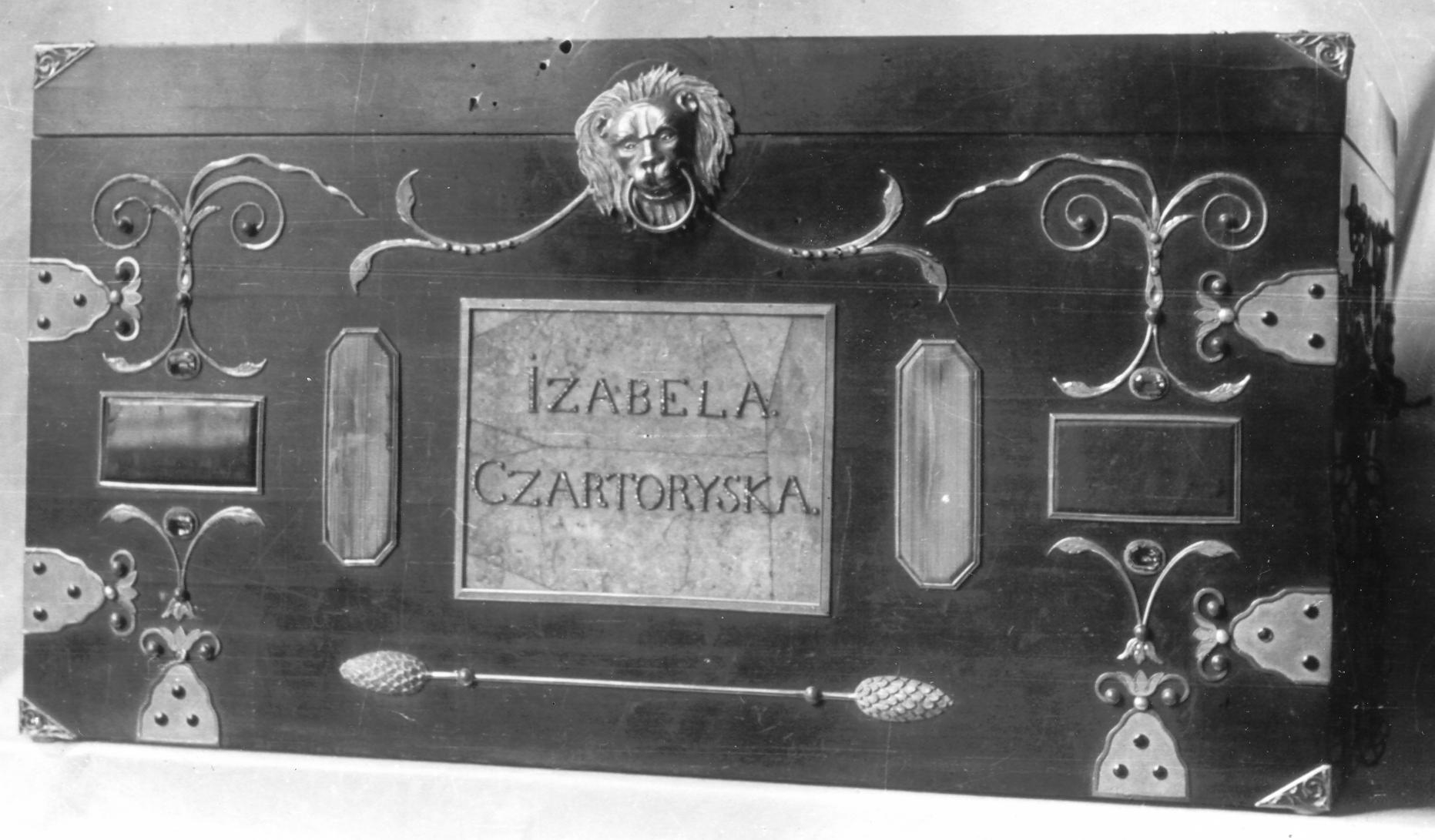
A királyi ékszerdoboz (Szkatuła Królewska)

A királyi ékszerdoboz (lengyelül: Szkatuła Królewska) Izabela Czartoryska hercegnő 1800-ban készült ékszerdoboza, amelyben lengyel királyok emléktárgyait gyűjtötte össze muzeális célra. A második világháború idején német katonák kifosztották és tartalmával együtt nyoma veszett.

## Története
Lengyelország egyik első múzeumát Izabela Czartoryska alapította Puławyban a Czartoryski család birtokán. A királyi ékszerdoboz a Szibüllák templomának legfontosabb kiállítási tárgya volt. A múzeum központi helyén, damaszttal terített gránit talapzaton állították ki. 1830-ban, a novemberi felkelés idején Sieniawába, a Czartoryski Palotába szállították. A felkelés bukása után Izabela fia, Adam Jerzy Czartoryski párizsi emigrációjába magával vitte sok más kinccsel együtt, és új rezidenciájukon, a Hôtel Lambertben tárolta. Az 1870-es években Adam fia, Władisław Czartoryski Krakkóban létrehozta a Czartoryski Múzeumot. Ekkor a ládika visszakerült Lengyelországba, azonban a nyilvánosság számára nem volt megtekinthető.
A második világháború kitörésekor a Czartoryskiak ismét Sieniawába költöztették, és egy melléképületben helyezték el befalazva. Azonban az ott dolgozó német származású alkalmazottjuk elárulta a kincs rejtekhelyét a betörő német katonáknak, akik ellopták azt. Az ékszerdoboz és tartalmának sorsa azóta ismeretlen.

## Leírás
A ládika ébenfából készült, kovácsolt aranyozás díszítette drágakő és féldrágakő berakással. Mérete 49 x 34 x 27 cm volt. A belsejében 4 fiókos tárolórekesz volt kialakítva, melyet zöld bársonnyal borítottak. Négy oldalán felirat állt, ami a tulajdonosra, a doboz készítőjére és funkciójára utalt: 
„PAMIĄTKI POLSKIE ZEBRAŁA IZABELA CZARTORYSKA ROKU 1800.

ZROBIŁ JANNASCH W WARSZAWIE”

(Lengyel emlékek Izabela Czartoryska gyűjtéséből 1800-ban.

Készítette Jannasch Varsóban)

## Tartalom
1939-ben az alábbi tárgyakat tartalmazta a doboz:
- zománcozott bonbonier;
- zománcozott és aranyozott bross III. Ágost lengyel király miniatúrájával;
- óralánc selyemmel és arany gemmával II. Szaniszló Ágost lengyel királytól;
- két arany karkötőzár, az egyik Leszczyńska Mária francia királyné, a másik I. Szaniszló lengyel király képével díszített;
- selyem- és aranyhímzéssel díszített bársonyzacskó (jałmużniczka) Leszczyńska Mária királynétól;
- kámea II. Szaniszló Ágost arcképével;
- korallból készült, ezüsttel keretezett kámea a király arcképével;
- kámea III. Ágost lengyel király arcképével;
- kámea a svéd Vasa-ház kévés címerével és IV. Ulászló lengyel király monogramjával;
- két kulcs: a nagyobb vasból, a kisebb vasból és bronzból;
- a kamarás aranyozott bronzkulcsa lengyel sasos címerrel;
- aranyból készült kereszt és lánc véséssel és zafírral díszítve Jagelló Anna lengyel királynétól;
- mellkereszt aranyláncon jáspissal díszítve I. Zsigmond lengyel királytól;
- zománckereszt kitűzővel;
- arany mellkereszt igazgyöngyökkel díszítve II. Zsigmond Ágost lengyel királytól;
- mellkereszt III. Zsigmond lengyel királytól;
- lánc a XVI-XVII. századból II. János Kázmér lengyel királytól;
- aranylánc a XVI-XVII. század fordulójáról Habsburg Konstancia lengyel királynétól;
- utazási evőeszköz (kanál) III. János lengyel királytól;
- „Madonna a gyermekével” XVII. századi miniatúra Lujza Mária lengyel királynétól;
- díszes aranymedál III. Zsigmond arcképével;
- kétoldalas miniatúra: előlapján IV. Ulászló, hátlapján Lujza Mária portréja;
- arany nyaklánc drágakő berakással Lujza Máriától;
- ezüstkapcsos hóráskönyv Lujza Máriától;
- aranyból és ezüstből készült aranygyapjas rend és lánc IV. Ulászlótól;
- Lotaringiai érdemrend, a kitüntetést I. Szaniszló alapította;
- trébeléses technikával készült ezüst öv Leszczyńska Mária királynétól;
- három gyűrű IV. Ulászlótól, két arany gyémánttal és türkizzel díszítve, valamint egy ezüst pecsétgyűrű;
- aranygyűrű gyémánttal díszítve I. Zsigmondtól;
- III. Ágost egy, II. Ágost kettő, I. Szaniszló egy miniatúrája;
- ezüstből és elefántcsontból készült burnótos szelence;
- ezüstből, fából és igazgyöngyből készült rózsafüzér Leszczyńska Mária királynétól;
- két 1518-ban szantálfából készült doboz Sforza Bona lengyel királynétól;
- ezüst evőeszközök Zygmunt Kazimierz Waza lengyel hercegtől;
- aranyból készült, igazgyönggyel és kristállyal díszített burnótos szelence a 18. századból;
- teknőspáncélból készült burnótos szelence II. Szaniszló Ágost miniatúrájával;
- kristály tányérka;
- kardkosár a XVIII. századból;
- arany pecsétnyomó II. Ágosttól;
- arany pecsétnyomó II. Szaniszló Ágosttól;
- elefántcsontból készült burnótos szelence fedele III. János lengyel király arcképével;
- lengyel címeres aranymedál lánccal;
- függő lánc 1540-ből Jagelló Anna lengyel királynétól;
- függő lánc sassal a XVIII. század elejéről;
- vésett zsebóra 1700-ból;
- ezüst zsebóra kristállyal díszítve a XVII. századból;
- zsebóra a XVIII. századból;
- zsebóra I. Szaniszlótól;
- zsebóra Mária Kazimiera lengyel királynétól;
- férfi zsebóra III. Ágost arcképével;
- zsebóra Sobieski Jakab hercegtől;
- ezüst, nyakba akasztható óra III. Zsigmondtól.

## Galéria

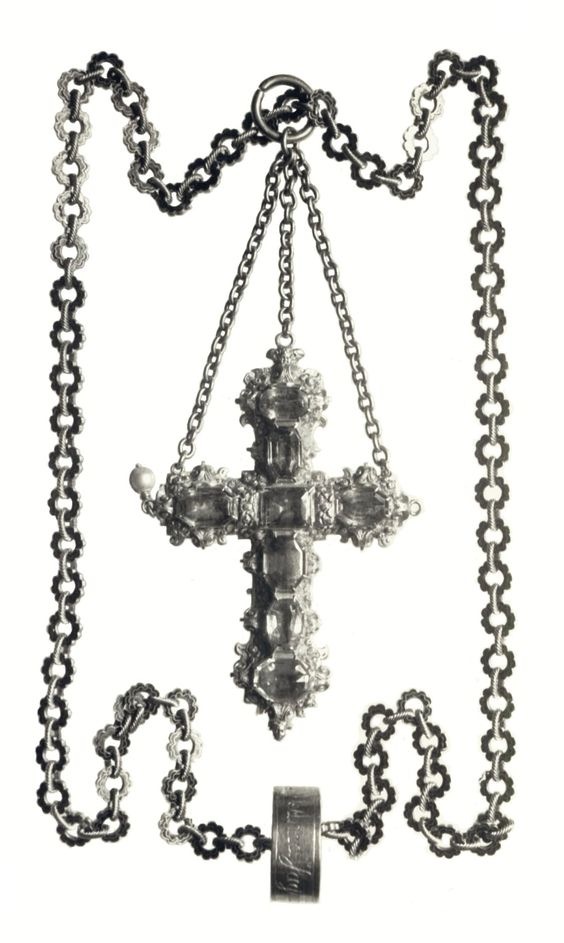
Jagelló Anna keresztje lánccal
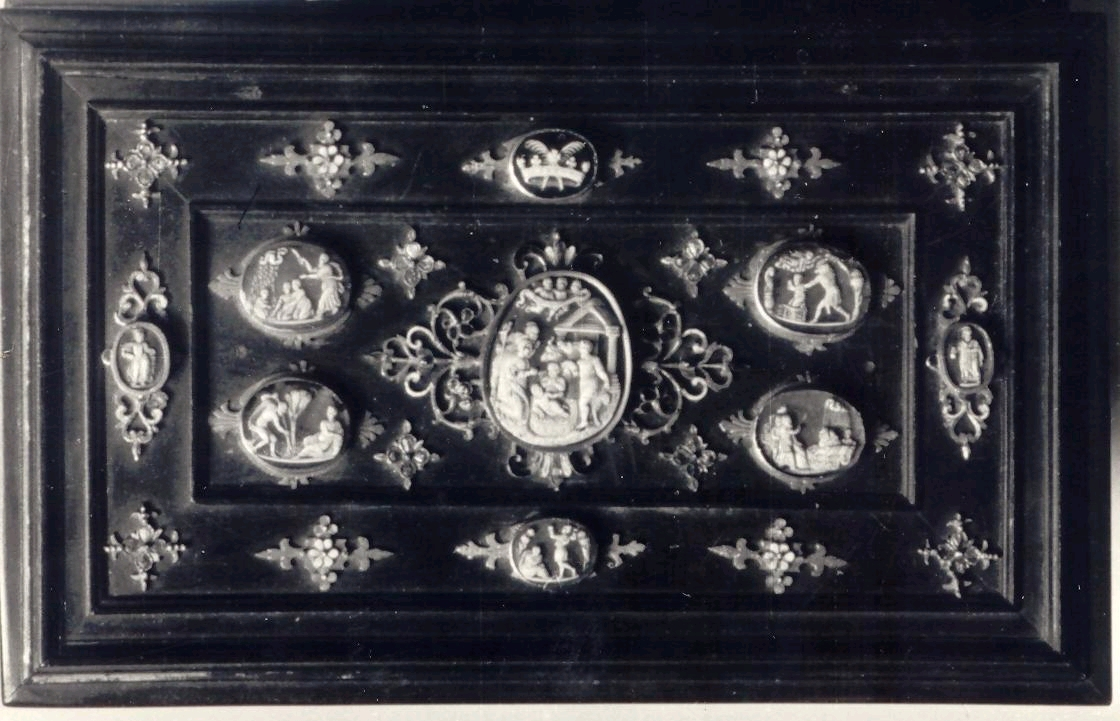
Sforza Bona dobozának fedele
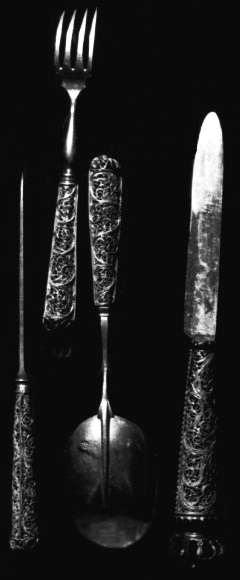
Zygmunt Kazimierz Waza evőeszközei
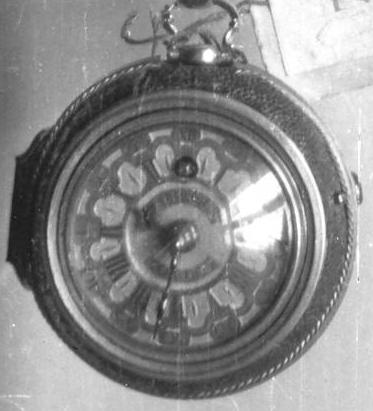
Mária Kazimiera zsebórája
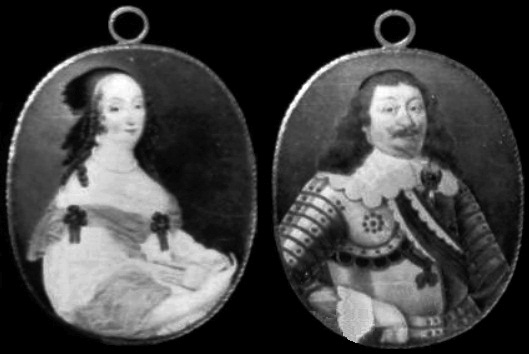
Kétoldalas miniatúra: IV. Ulászló és Lujza Mária portréja

## Fordítás
- Ez a szócikk részben vagy egészben a Szkatuła Królewska című lengyel Wikipédia-szócikk ezen változatának fordításán alapul.  Az eredeti cikk szerkesztőit annak laptörténete sorolja fel. Ez a jelzés csupán a megfogalmazás eredetét és a szerzői jogokat jelzi, nem szolgál a cikkben szereplő információk forrásmegjelöléseként.